# Птолемаида (дочь Птолемея I Сотера)
Птолемаида (др.-греч. Πτολεμαΐς; III век до н. э.) — египетская царевна македонского происхождения, дочь Птолемея I Сотера, последняя жена диадоха Деметрия Полиоркета и мать правителя Кирены Деметрия Красивого. Основным источником сведений о Птолемаиде является сочинение Плутарха «Сравнительные жизнеописания».

## Биография

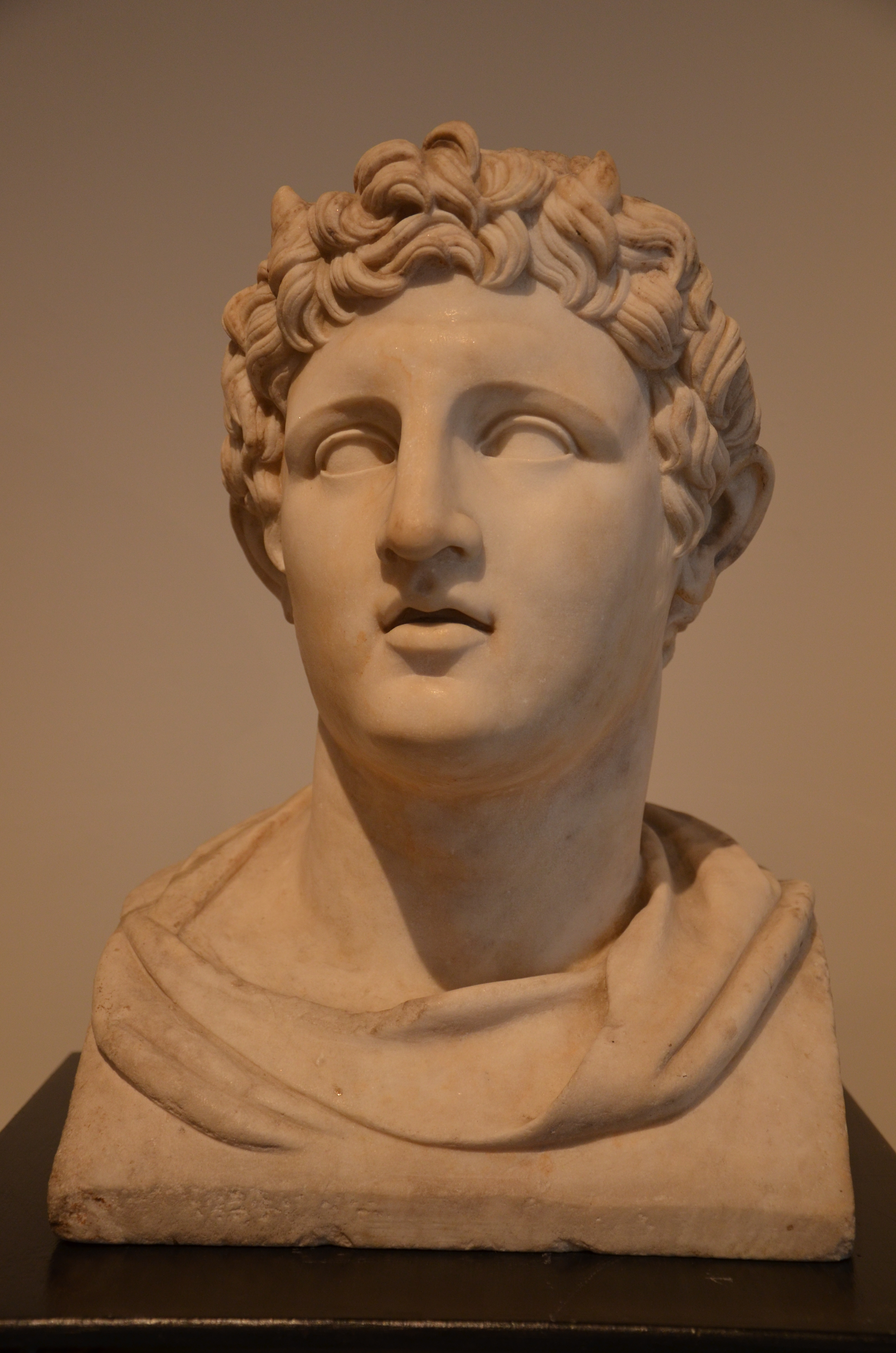
Бюст Деметрия Полиоркета, мужа Птолемаиды

Родители Птолемаиды были потомками знатных македонских аристократических родов. Её отцом был диадох Птолемей Лагид, который при распаде государства Александра Великого установил свою власть над Египтом и соседними территориями, а с 306/305 года до н. э. носил титул царя. Этот монарх был трижды женат и имел множество детей. Птолемаида была дочерью от второй жены — Эвридики, дочери Антипатра, регента Македонии в 321—319 годах до н. э. В том же браке родились ещё одна дочь, Лисандра (ставшая женой македонского царя Александра V, а впоследствии и Агафокла, сына диадоха Лисимаха) и сын Птолемей Керавн. Предположительно, в этом браке родились ещё сыновья Аргей и Мелеагр. Позже Птолемей Лагид женился на Беренике, которая родила ему ещё одного сына (тоже Птолемея) и двух дочерей, Арсиною (жену Лисимаха) и Филотеру.
Немецкий историк Вернер Хусс предположил, что Птолемаида первым браком была замужем за египетским царевичем Хеперкарой (который не известен по другим источникам) — возможным потомком фараона Нектанеба I. Данная версия была основана на неправильном прочтении надписи PP VI 14564 и была опровергнута последующими археографическими открытиями.
Около 299 года до н. э. Птолемаида была помолвлена с диадохом Деметрием Полиоркетом, сыном Антигона Одноглазого. Это произошло во время непродолжительного сближения Деметрия и Птолемея I при содействии Селевка. Первым браком жених был женат на Филе, тёте невесты. Однако, вследствие очередного ухудшения отношений между диадохами, бракосочетание было отложено. Антиковед Джеймс Ромм связывал с помолвкой благородное обращение Птолемея I с родственниками Деметрия, которых он пленил в 297 году до н. э. при захвате Кипра.
Свадьба состоялась лишь в 287/286 годах до н. э., уже после того, как Деметрий Полиоркет потерял власть над Македонией. Торжество было проведено в Милете, куда Птолемаида приехала в сопровождении своей матери Эвридики. По мнению Джеймса Ромма, Птолемей I согласился на этот брак, поскольку к тому времени Деметрий уже не был для него угрозой, но зять был в состоянии продолжать борьбу против его соперников — Лисимаха и Селевка I. Немецкий антиковед Ганс Фолькманн, однако, считал, что брак состоялся уже после того, как Эвридика с детьми была вынуждена покинуть Египет.
Вскоре после торжеств муж Птолемаиды отправился в поход в Малую Азию, где был разбит и схвачен войсками Селевка I. Всю последующую жизнь он провел в качестве почётного пленника Селевкидов. Известно о единственном сыне супругов, Деметрии Красивом, правителе Кирены, убитом своей женой Береникой II. По мнению исследователя Криса Беннета, маловероятно, чтобы у Птолемаиды с Деметрием Полиоркетом были ещё дети, учитывая их короткую совместную жизнь.